# 三烈镇
三烈镇，原为三烈乡，是中华人民共和国四川省内江市东兴区曾经下辖的一个镇。2019年12月，撤销三烈镇，将其所属行政区域划归双才镇管辖。

## 行政区划
三烈镇撤销前下辖以下地区：
白云社区、罗皇村、黄家坡村、洪兴村、石门村、万里村、对坡村、三元桥村、石花村、长河村、瓦子坳村、竽河村和牛皇村。